# Sterling (Illinois)
Sterling és una població dels Estats Units a l'estat d'Illinois. Segons el cens del 2000 tenia 15.500 habitants.

## Demografia
Segons el cens del 2000, Sterling tenia 15.451 habitants, 6.234 habitatges, i 3.946 famílies. La densitat de població era de 1.277,4 habitants/km².
Dels 6.234 habitatges en un 30,3% hi vivien nens de menys de 18 anys, en un 47,2% hi vivien parelles casades, en un 12,2% dones solteres, i en un 36,7% no eren unitats familiars. En el 31,4% dels habitatges hi vivien persones soles el 14% de les quals corresponia a persones de 65 anys o més que vivien soles. El nombre mitjà de persones vivint en cada habitatge era de 2,41 i el nombre mitjà de persones que vivien en cada família era de 3,04.
Per edats la població es repartia de la següent manera: un 25,1% tenia menys de 18 anys, un 9,5% entre 18 i 24, un 28,7% entre 25 i 44, un 19,8% de 45 a 60 i un 16,9% 65 anys o més.
L'edat mediana era de 36 anys. Per cada 100 dones de 18 o més anys hi havia 86,9 homes.
La renda mediana per habitatge era de 37.664 $ i la renda mediana per família de 45.531 $. Els homes tenien una renda mediana de 33.047 $ mentre que les dones 21.944 $. La renda per capita de la població era de 19.432 $. Aproximadament el 7,6% de les famílies i el 10,8% de la població estaven per davall del llindar de pobresa.

## Poblacions més properes
El següent diagrama mostra les poblacions més properes.

## Fills il·lustres
- Paul John Flory (1910 - 1985) químic, Premi Nobel de Química de l'any 1974.